# Domäne Franzenburg

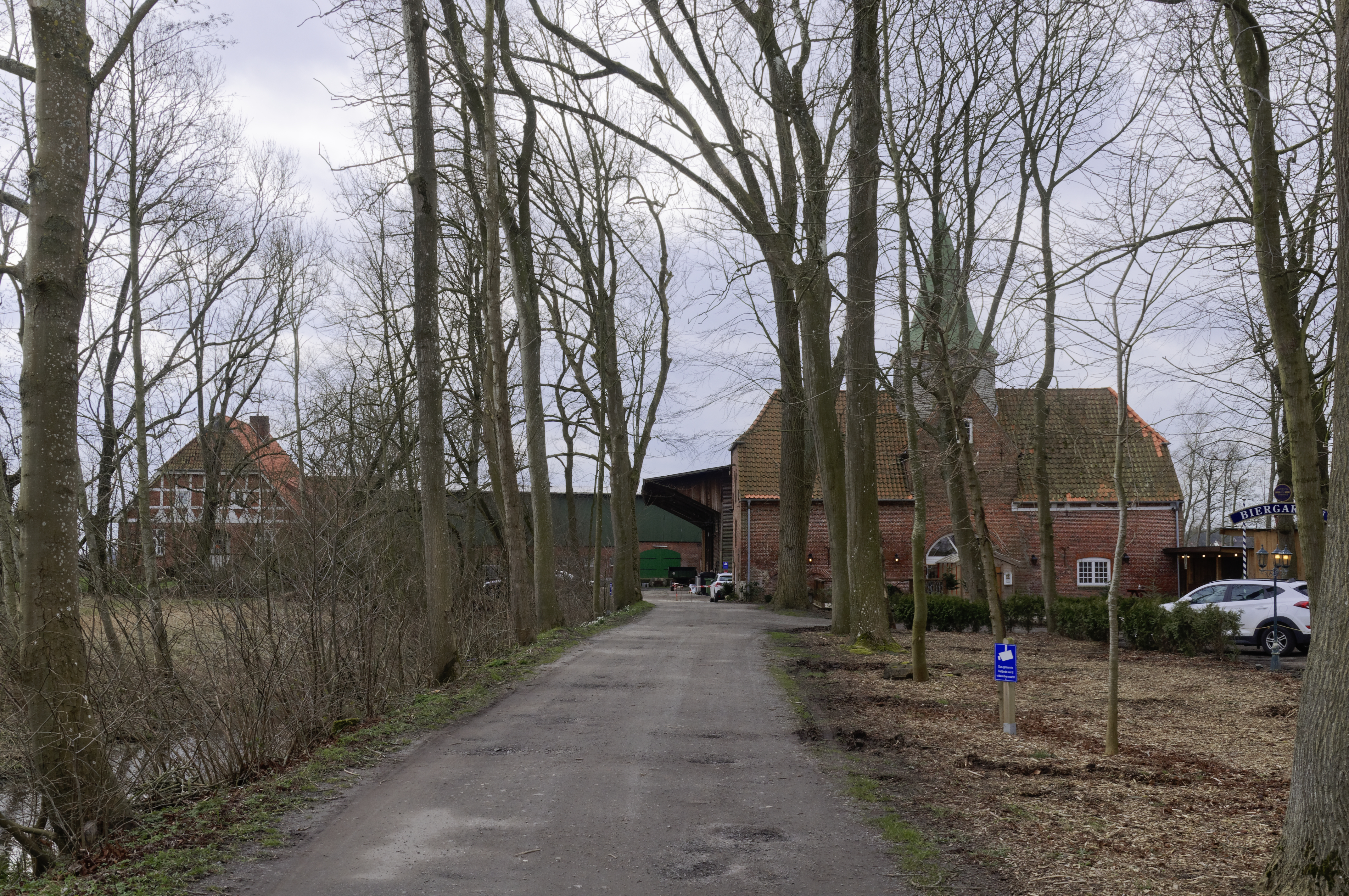
Domäne Franzenburg

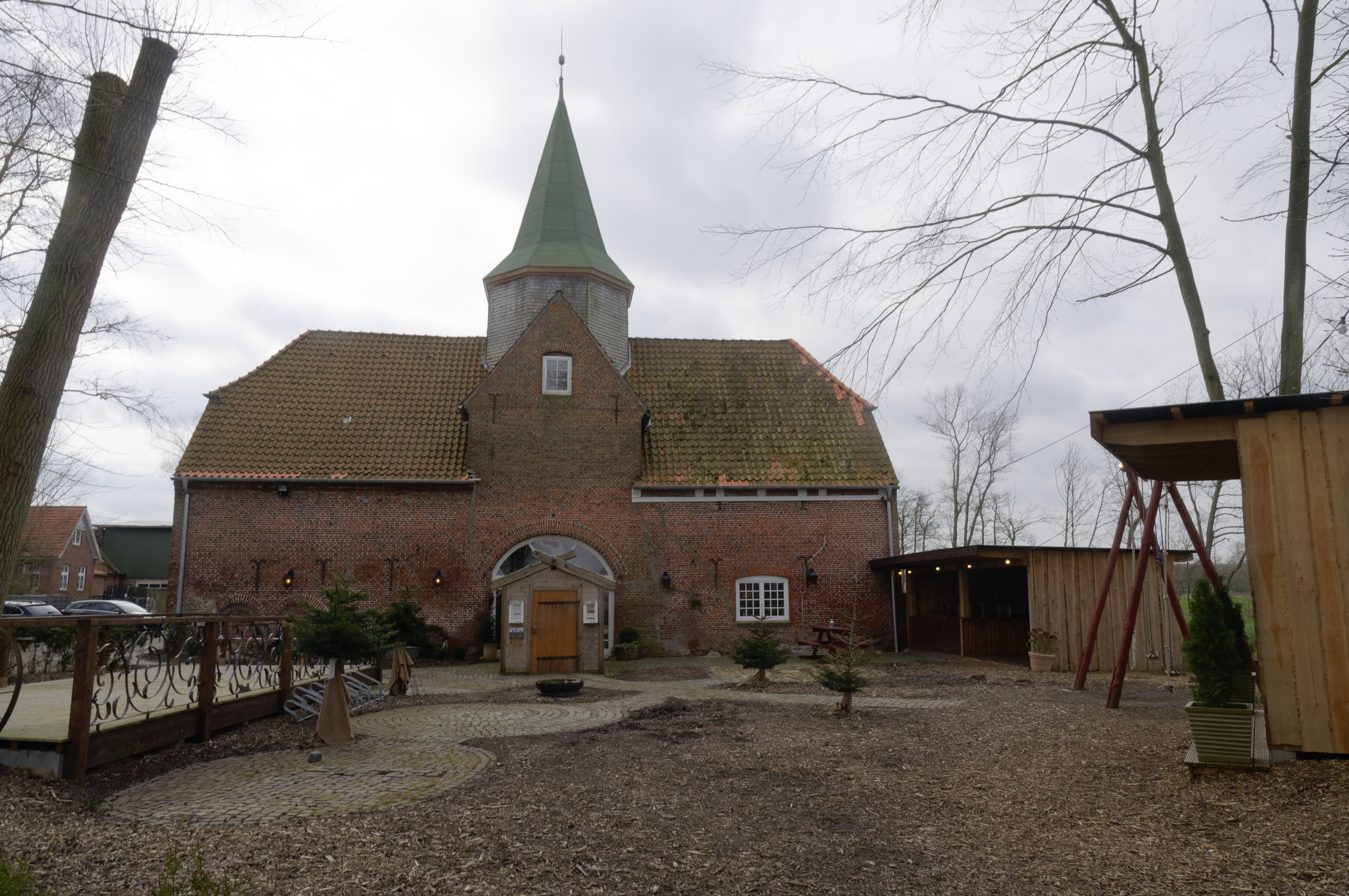
Torhaus

Die Domäne Franzenburg ist ein Gutshof in Cuxhaven - Franzenburg, Lüdingworther Straße 135. Sie steht unter Denkmalschutz und ist in der Liste der Baudenkmale der Außenbezirke der Stadt Cuxhaven enthalten.

## Geschichte
Herzog Franz II. von Sachsen-Lauenburg (1581–1619) ließ ab 1590 eine Festung bauen, die seinen Namen erhielt. Die 100 m × 100 m große Wallanlagen umgab die 60 m × 60 m große Festungsanlage. 1644 wurde die Anlage im Auftrag von Herzog August geschleift.
Die Domäne gehörte als Vorwerk zur Festung. Herzog Franz II. erwarb durch Ankauf und Tausch im Lüdingworther Westerende 1591/1593 vier Höfe mit einer Größe von 357 Hektar als Weide-, Ackerland und Moorflächen.

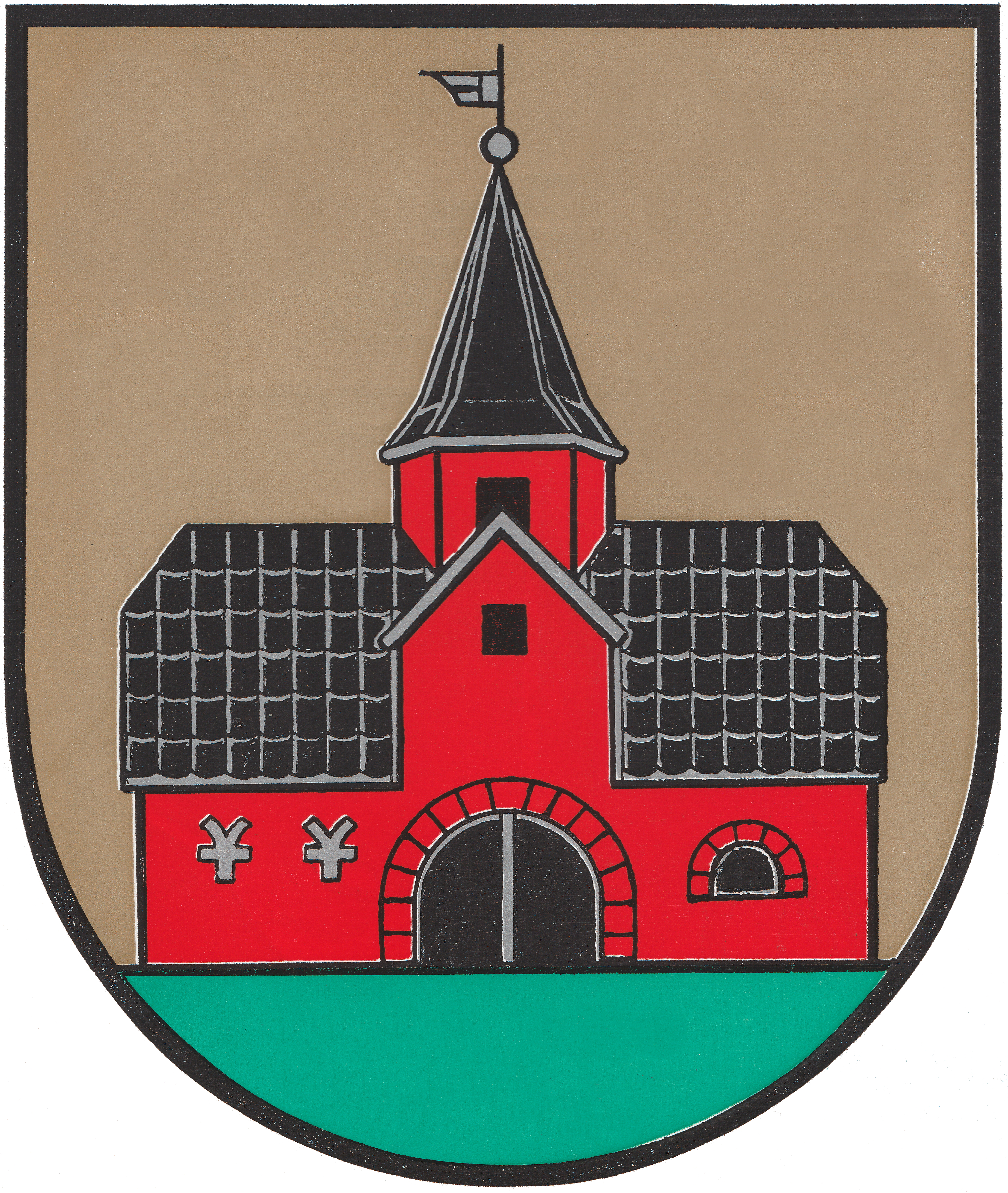
Wappen mit dem Torhaus

Nach 1644 wurde das Land verpachtet.

Das Torhaus von 1786 aus Backstein mit Wappen von Franzenburg und einem achteckigen Dachreiter wurde von dem Pächter Peter Bohln aus Resten der Franzenburg errichtet. Heute ist in dem sanierten Torhaus das Hofcafé Zum Alten Torhaus.
Seit 1866 war der Hof preußische Staatsdomäne, die ab 1877 von der Provinz Hannover verpachtet wurde. Um 1893 brannte das Stall- und Scheunengebäude von 1870 ab und ein Neubau entstand. 1939, nach Aufgabe der Pacht, verkaufte das Stader Domänenamt den Hof mit einer Größe von 175 Hektar an die Hannoversche Siedlungsgesellschaft. Nach 1949 wurde der Hof an vier Eigentümer weiterverkauft.